# Shrill
Shrill – amerykański komediowy serial internetowy wyprodukowany przez  Broadway Video, Brownstone Productions, Rushfield Productions oraz Warner Bros. Television, który jest luźną adaptacją "Shrill: Notes from a Loud Woman" autorstwa Lindy West. Serial jest emitowany od 15 marca  2019 roku za pośrednictwem platformy internetowej Hulu.

## Fabuła
Serial opowiada o Annie, otyłej dziennikarce, która chce zmienić swoje życie, ale nie zmienia nic w swoim wyglądzie.

## Obsada

### Główna
- Aidy Bryant jako Annie Easton[2]
- Lolly Adefope jako Fran[2]
- Luka Jones jako Ryan[2]
- John Cameron Mitchell jako Gabe Parrish[2]
- Ian Owens jako Amadi[2]

### Role drugoplanowe
- Julia Sweeney jako Vera[3]
- Daniel Stern jako Bill
- Patti Harrison jako Ruthie

## Odcinki
| Sezon | Odcinki | Oryginalna emisja w Hulu | Oryginalna emisja w Hulu |
| Sezon | Odcinki | Premiera sezonu          | Finał sezonu             |
| ----- | ------- | ------------------------ | ------------------------ |
| 1     | 6       | 15 marca 2019            | 15 marca 2019            |
| 2     | 8       | 24 stycznia 2020         | 24 stycznia 2020         |

### Sezon 1 (2017)
| Nr | # | Tytuł   | Reżyseria           | Scenariusz                                    | Premiera w Hulu |
| -- | - | ------- | ------------------- | --------------------------------------------- | --------------- |
| 1  | 1 | Annie   | Jesse Peretz        | Aidy Bryant, Alexandria Rushfield, Lindy West | 15 marca 2019   |
| 2  | 2 | Date    | Carrie Brownstein   | Aidy Bryant, Alexandria Rushfield, Lindy West | 15 marca 2019   |
| 3  | 3 | Pencil  | Andy DeYoung        | Dave King                                     | 15 marca 2019   |
| 4  | 4 | Pool    | Shaka King          | Samantha Irby                                 | 15 marca 2019   |
| 5  | 5 | Article | Gillian Robespierre | Sudi Green                                    | 15 marca 2019   |
| 6  | 6 | Troll   | Shaka King          | Craig DiGregorio                              | 15 marca 2019   |

## Produkcja
Na początku sierpnia 2018 roku, ogłoszono, że główna rolę zagra Aidy Bryant oraz  do obsady dołączyli :  John Cameron Mitchell, Lolly Adefope, Luka Jones i Ian Owens.
We wrześniu 2018 roku, poinformowano, że rolę matki Annie Easton otrzymała Julia Sweeney.
15 kwietnia 2019 roku, platforma Hulu zamówiła drugi sezon.